# 宝泉镇
宝泉镇，是中华人民共和国黑龙江省齐齐哈尔市克东县下辖的一个镇。

## 行政区划
宝泉镇下辖以下地区：
振兴社区、兴华社区、治安村、长发村、护路村、丰平村、保卫村、四合村、中兴村、东连村、永发村、德胜村、红兴村、富裕村、富民村、春光村、平安村、文昌村、龙泉村、河林村和石山村。